# Vågakallen
Der Vågakallen (942 moh.) ist der höchste Berg in der Gemeinde Vågan auf den Lofoten in Norwegen. 
Der Berg liegt westlich von Kabelvåg und Henningsvær auf Austvågøya. Er kann sowohl von Kabelvåg als auch von Henningsvær bestiegen werden. Der Vågakallen ist bei Kletterern beliebt und bietet neben mehreren einfacheren Routen auch anspruchsvolle Bigwall-Klettereien.